# Joan Torrent i Solé
Joan Torrent i Solé (Barcelona, 6 de gener de 1941) és un exfutbolista català de la dècada de 1960.

## Trajectòria
Jugà al Girona FC la temporada 1958-59 i al CD Comtal, filial blaugrana, les dues temporades següents. Formà part del Futbol Club Barcelona set temporades entre 1961 i 1968, de les quals tres fou cedit a la UD Las Palmas, dues al CE Sabadell i dues al primer equip blaugrana, les temporades 1964-65 i 1967-68. En els seus anys al club guanyà una Copa l'any 1968. Entre 1968 i 1971 continuà la seva carrera al Centre d'Esports Sabadell. Amb el club vallesà jugà cinc temporades en total, totes elles a primera divisió. Acabà la seva carrera al Girona FC, Palamós CF i CF Mollet. El 8 de desembre de 1966 jugà amb la selecció catalana un partit benèfic davant una selecció d'estrangers.

## Palmarès
- Copa espanyola:
  - 1967-68